# Raincourt

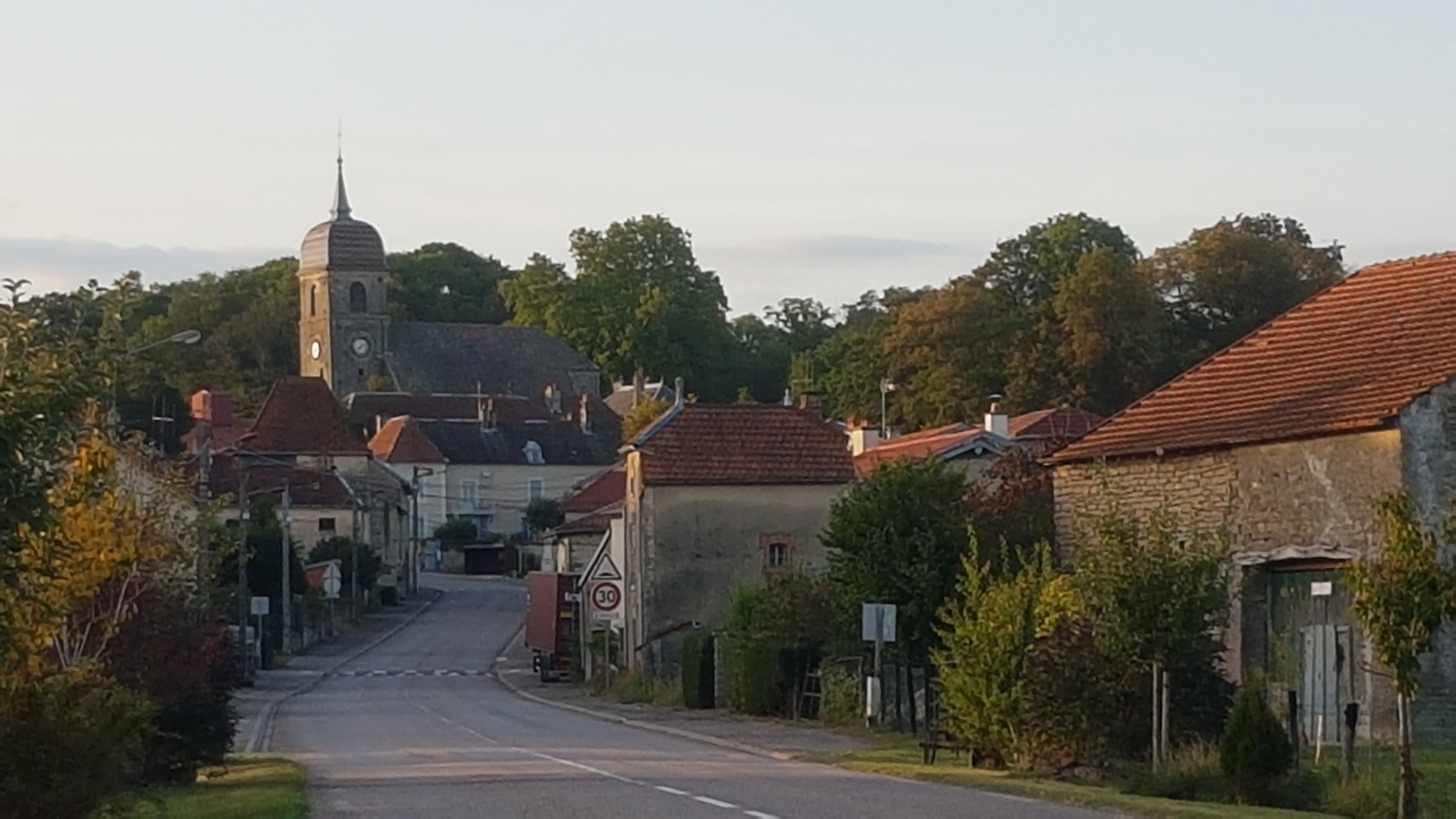
Raincourt (2019)

Raincourt ist eine Gemeinde im französischen Département Haute-Saône in der Region Bourgogne-Franche-Comté.

## Geographie
Raincourt liegt auf einer Höhe von 240 m über dem Meeresspiegel, vier Kilometer nordnordwestlich von Jussey und etwa 33 Kilometer nordwestlich der Stadt Vesoul (Luftlinie). Das Dorf erstreckt sich im äußersten Nordwesten des Départements, leicht erhöht zwischen den Talniederungen von Mance im Westen und Saône im Osten, am Südrand der Höhe des Donnet.
Die Fläche des 8,28 km² großen Gemeindegebiets umfasst einen Abschnitt der leicht gewellten Landschaft westlich des oberen Saônetals. Die südwestliche Grenze verläuft meist entlang der Mance, welche hier mit mehreren Windungen durch eine rund 1,5 Kilometer breite Alluvialniederung nach Osten fließt. Die Talaue liegt durchschnittlich auf 220 m und wird überwiegend landwirtschaftlich genutzt. Vom Flusslauf erstreckt sich das Gemeindeareal nordostwärts über die Talaue bis in die angrenzende, leicht gewellte Landschaft mit den Höhen La Caillouse (bis 242 m) im Osten und Donnet im Norden. Auf dessen Südabdachung wird mit 321 m die höchste Erhebung von Raincourt erreicht. Die westliche Abgrenzung bildet der Ruisseau de la Jacquenelle, ein linker Zufluss der Mance. In geologisch-tektonischer Hinsicht besteht das Gelände aus einer Wechsellagerung von sandig-mergeligen und kalkigen Sedimenten, die zur Hauptsache während der Lias (Unterjura) abgelagert wurden. An einigen Orten tritt Muschelkalk aus der Trias zutage.
Nachbargemeinden von Raincourt sind Blondefontaine und Villars-le-Pautel im Norden, Betaucourt im Osten, Jussey im Süden sowie Cemboing im Westen.

## Geschichte
Überreste eines römischen Aquädukts weisen auf eine frühe Besiedlung des Gebietes hin. Erstmals urkundlich erwähnt wird Raincourt im 12. Jahrhundert unter den Namen Rencort und Rehencort. Im Mittelalter gehörte das Dorf zur Freigrafschaft Burgund und darin zum Gebiet des Bailliage d’Amont. Es bildete ein Lehen, das von der Herrschaft Jonvelle abhängig war. Im Jahr 1569 wurde der Ort von Protestanten aus Montbéliard verwüstet. Zusammen mit der Franche-Comté gelangte Raincourt mit dem Frieden von Nimwegen 1678 definitiv an Frankreich. Heute ist Raincourt Mitglied des 17 Ortschaften umfassenden Gemeindeverbandes Communauté de communes du Pays Jusséen.

## Sehenswürdigkeiten
Die Kirche Saint-Valbert wurde Ende des 18. Jahrhunderts neu erbaut. Sie besitzt eine wertvolle Innenausstattung, darunter Mobiliar aus dem 18./19. Jahrhundert, eine reich skulptierte Kanzel und eine große Christusstatue aus Holz (15. Jahrhundert).

## Bevölkerung
| Jahr                       | 1962 | 1968 | 1975 | 1982 | 1990 | 1999 | 2006 |
| Einwohner                  | 198  | 204  | 194  | 149  | 124  | 139  | 147  |
| Quellen: Cassini und INSEE |      |      |      |      |      |      |      |

Mit 110 Einwohnern (1. Januar 2022) gehört Raincourt zu den kleinen Gemeinden des Département Haute-Saône. Nachdem die Einwohnerzahl in der ersten Hälfte des 20. Jahrhunderts deutlich abgenommen hatte (1881 wurden noch 513 Personen gezählt), wurde seit Beginn der 1990er Jahre wieder ein leichtes Bevölkerungswachstum verzeichnet.

## Wirtschaft und Infrastruktur
Raincourt war bis weit ins 20. Jahrhundert hinein ein vorwiegend durch die Landwirtschaft (Ackerbau, Weinbau und Viehzucht) und die Forstwirtschaft geprägtes Dorf. Heute gibt es einige Betriebe des lokalen Kleingewerbes. In den letzten Jahrzehnten hat sich das Dorf zu einer Wohngemeinde gewandelt. Viele Erwerbstätige sind deshalb Wegpendler, die in den größeren Ortschaften der Umgebung ihrer Arbeit nachgehen.
Der Ort liegt abseits der größeren Durchgangsachsen an einer Departementsstraße, die von Jussey nach Fresnes-sur-Apance führt. Weitere Straßenverbindungen bestehen mit Cemboing und Betaucourt. Durch das Gebiet verläuft die Eisenbahnlinie von Vesoul nach Langres. Der nächste Bahnhof befindet sich in Jussey.